# Euryeidon consideratum
Euryeidon consideratum là một loài nhện trong họ Zodariidae.
Loài này thuộc chi Euryeidon. Euryeidon consideratum được Pakawin Dankittipakul & Rudy Jocqué miêu tả năm 2004.